# За бортом (фильм, 1987)
«За бортом» (англ. Overboard) — кинофильм режиссёра Гарри Маршалла 1987 года с Голди Хоун и Куртом Расселом  в главных ролях. Съёмки фильма проходили в штатах Орегон и Калифорния с апреля по июль 1987 года.

## Сюжет
Джоанна Стэйтон — молодая, красивая, но высокомерная и взбалмошная миллиардерша, владелица роскошной яхты. Её судно останавливается для ремонта в небольшом городке, и дама нанимает местного столяра Дина Проффитта, чтобы тот произвёл некоторые переделки в её гардеробной. Дин изготавливает для заказчицы отличный механический шкафчик для обуви, однако та не спешит уплатить за работу — она требует сделать другой: Проффитт использовал дуб, а Джоанна хочет шкафчик из кедра. Дин готов сделать новый, но при условии, что первичную работу тоже оплатят. Джоанна отказывается, а когда возмущённый Дин в ответ осыпает её оскорблениями и высказывает своё мнение о реальных причинах такого поведения, то буквально вылетает за борт, а его инструменты Джоанна топит.
Сутки ещё не кончились, как судьба молодой женщины резко меняется: выйдя ночью на палубу, она сама падает за борт, никто этого не замечает, и яхта уходит в море. Позже Джоанну спасают, но оказывается, что она полностью потеряла память. Поэтому жертва амнезии доставлена в местную психиатрическую больницу как неизвестная. Дин, случайно узнав об этом происшествии из телепередачи, осуществляет свой план мести: забирает Джоанну из больницы (благо персонал с охотой отдаёт ему капризную пациентку), переименовывает её в Энни и объявляет своей женой и матерью своих четверых непослушных сыновей, намереваясь перевоспитать избалованную богачку.
Смирившись с таким положением, Джоанна-«Энни» начинает жить заново: учится готовить, делать уборку в доме, ухаживать за «детьми», «мужем» и собаками, участвовать в воспитании мальчишек. Она искренне беспокоится о детях, заступается за них перед учительницей, лечит и пытается добиться, чтобы они прилично себя вели и выглядели по возможности аккуратно. Благодаря её усилиям жизнь в семье постепенно налаживается. Ребята настолько полюбили Джоанну, что когда Дин решается рассказать ей правду, то не находит у детей поддержки. Его друг Билли Прэтт, который тоже участвует в этой мистификации, поддерживает обман и уговаривает Дина ничего не менять.
Тем временем настоящий муж Джоанны Грант Стэйтон III весело проводит время на яхте в обществе других женщин, вместо того чтобы искать пропавшую супругу. Её капризы осточертели Гранту до такой степени, что он решил воспользоваться сложившейся ситуацией: «не признав» собственную жену, он просто оставил её в больнице. Правда, иногда ему позванивает тёща и требует позвать дочь к телефону, но всякий раз он находит причину, почему Джоанна не может подойти. Однако через два месяца мать Джоанны решает лично приехать на яхту, и Грант вынужден вернуться в тот город за женой. Теперь она ему нужна, чтобы не потерять возможность вести роскошную жизнь и дальше.
А Джоанна-«Энни» настолько увлеклась своей новой «семейной» жизнью, что полностью её изменила: дом теперь содержится в порядке, дети хорошо учатся и помогают ей, а Дин благодаря её творческой помощи осуществляет свою мечту о площадке для гольфа. Но тут объявляется Грант, память моментально возвращается к Джоанне, и она с грустью уезжает обратно на яхту. Однако там она понимает, что уже не может вести прежнюю пустую праздную жизнь, и изумляет окружающих своими новоприобретёнными привычками и кардинально изменившимся поведением. Скучая без неё, Дин и четвёрка мальчишек отправляются в погоню за яхтой на военном катере. Джоанна же, поговорив со своим слугой Эндрю и узнав, как Грант жил в её отсутствие, сама разворачивает яхту обратно. Грант пытается ей помешать, но Эндрю пинком выкидывает его за борт, заодно объявив об увольнении по собственному желанию. Джоанна остаётся с Дином и ребятами, а в качестве свадебного подарка просит дочку.

## В ролях
| Актёр           | Роль                                       |
| --------------- | ------------------------------------------ |
| Голди Хоун      | Джоанна Стэйтон, она же Энни Проффитт      |
| Курт Рассел     | Дин Проффитт                               |
| Эдвард Херрманн | Грант Стэйтон III                          |
| Кэтрин Хелмонд  | мать Джоанны                               |
| Майк Хагерти    | Билли Прэтт                                |
| Родди Макдауэлл | Эндрю                                      |
| Джаред Раштон   | средний сын Дина, брат-близнец Грега Чарли |
| Джейми Уайлд    | средний сын Дина, брат-близнец Чарли Грег  |
| Брайан Прайс    | старший сын Дина Трэвис                    |
| Джеффри Уайсмен | младший сын Дина Джоуи                     |
| Риэль Хантер    | подруга Гранта                             |
| Гектор Элизондо | мусорщик (в титрах не указан)              |
| Гарри Маршалл   | эпизод (в титрах не указан)                |

## Критика
На агрегаторе рецензий Rotten Tomatoes рейтинг одобрения составляет 46 % на основе 35 обзоров со средней оценкой 5,2 из 10. Критический консенсус сайта гласит: «Комедийные штучки Голди Хоун и Курта Рассела поднимают заболоченный материал, но даже их жизнерадостная химия не может удержать на плаву жуткую концепцию фильма». На Metacritic средневзвешенная оценка составляет 53 из 100, что указывает на «смешанные или средние отзывы».
Рита Кемпли из The Washington Post назвала фильм «глубоко банальным фарсом» с «одномерными персонажами, хорошим долгим видом на ягодицы Хоун и множеством жалких секс-шуток». Персонал Variety похвалил игру Хоун, но назвал фильм «скучной бесхитростной попыткой создать обновленную эксцентричную комедию, которую рушит утомительный сценарий и несколько слишком широко нарисованных персонажей». Роджер Эберт назвал фильм предсказуемым и написал: «То, что делает его особенным — это подлинное обаяние, остроумие и теплая энергия, создаваемая всем актерским составом и режиссером Гарри Маршаллом». Рецензия Майкла Вилмингтона из Los Angeles Times гласит: «Фильм пытается смешать два жанра комедий 1930-х годов: эксцентричный роман и популистскую басню. Но в этом есть что-то бесстрастное, тонкое, но очевидное».

## Съёмочная группа
- Музыка: Алан Сильвестри
- Визуальный консультант: Лоуренс Миллер
- Костюмы: Уэйн Финкельман
- Ассоциируемый продюсер: Ник Абдо
- Редакторы: Дов Хеник и Сонни Баскин
- Художники: Джеймс Шенахан и Джим Далц
- Оператор-постановщик: Джон Аллонзо
- Исполнительный продюсер: Родди МакДауэлл
- Сценарий: Лесли Диксон
- Продюсеры: Александра Роуз и Антея Силберт
- Режиссёр: Гарри Маршалл

## Интересные факты
- На момент выхода фильма Курт Рассел и Голди Хоун уже 4 года состояли в фактическом браке[9].[значимость факта?]
- Родди Макдауэлл, играющий слугу по имени Эндрю, является исполнительным продюсером этого фильма.

- Катер Point Evans[англ.], на котором Дин с сыновьями догоняли яхту Энни, в момент съёмок фильма являлся действующим кораблём береговой охраны США. Катер был принят на вооружение в 1967 году, в 1999 году выведен из состава частей береговой охраны и передан Филиппинам, где служит до сих пор.
- Дин соврал Энни о том, что она служила во флоте и выучила там французский. Актриса Голди Хоун, игравшая роль Энни, также играла главную роль в фильме «Рядовой Бенджамин». Героиня Хоун принимала решение о службе в армии и немного изучала французский. Фильм «Рядовой Бенджамин» был снят в 1980 году, за 7 лет до съёмок фильма «За бортом».

## Ремейки
- В 1992 году вышел индийский ремейк на языке хинди «Любовь без памяти» (оригинальное название «Ek Ladka Ek Ladki», дословно «Один парень, одна девушка»), действие которого перенесено в Индию.
- В 1997 году выпущена другая индийская адаптация «Mayaponman»[англ.] на языке малаялам.
- В 2006 году южнокорейское телевидение показало 16-серийный сериал «Безумная парочка», являющийся своеобразным ремейком фильма «За бортом». Действие разворачивается в современной Южной Корее.
- В 2013 году вышла первая российская адаптация, телевизионный фильм «Я тебя никогда не забуду», действие которого перенесено в Россию. В нем героиня теряет память в результате автокатастрофы. Главные роли исполняют Екатерина Климова и Анатолий Белый.
- В 2016 году вышла российская адаптация «Жена напрокат». Она была выполнена в формате мини-сериала из четырёх эпизодов, а сюжет исходного фильма с некоторыми изменениями перенесён в современную Россию. У главного героя трое детей (дочь и два сына). Главные роли исполняют Юлия Подозерова и Алексей Морозов.
- 4 мая 2018 года вышел американский фильм с тем же названием «За бортом», в котором главные роли исполняют Анна Фэрис и Эухенио Дербес. Роли персонажей реверсированы: Фэррис играет мать-одиночку, которая убеждает потерявшего память богатого плейбоя, что он её муж и отец трёх её дочерей[10][11].
- 16 декабря 2018 года на украинском телеканале 1+1 состоялась премьера мини-сериала «Полюби меня такой». Главные роли исполняют Ольга Лукьяненко и Дмитрий Сова. По сюжету избалованная дочь столичного богача теряет память в автокатастрофе, подстроенной неверным женихом, но её спасает автомеханик, потерявший работу из-за несправедливых жалоб главной героини. Далее девушка оказывается в сельском доме, где на её попечении оказываются двое несовершеннолетних братьев и сестра главного героя[12].
- В 2021 году вышла рождественская комедия «Незабываемое Рождество», которая так же на 70% копирует «За бортом». Главные роли исполнили Линдси Лохан и Корд Оверстрит. Здесь главная героиня теряет память в результате удара головой при поездке в горах, а герой берёт её жить к себе без всякого мошенничества. Фильм получил смешанные оценки, но был признан одним из лучших рождественских фильмов всех времён[13].